# Hexatoma (Eriocera) cingulata
Hexatoma (Eriocera) cingulata is een tweevleugelige uit de familie steltmuggen (Limoniidae). De soort komt voor in het Oriëntaals gebied.